# Dynamenella conica
Dynamenella conica is een pissebed uit de familie Sphaeromatidae. De wetenschappelijke naam van de soort is voor het eerst geldig gepubliceerd in 1923 door Boone.